# Pray 92,9
Pray 92,9 est une radio associative allemande de Nuremberg, dans le Land de Bavière.

## Histoire
La radio chrétienne, indépendante de toute église, commence en 1989 en diffusant un magazine d'une demi-heure sur la fréquence partagée par Radio Z et CMS-Radio. Elle est soutenue pendant quatre ans par le centre œcuménique de Langwasser. Après la dissolution de CMS, un nouvel appel d'offres qui aboutit à un partage de la fréquence avec d'autres radios chrétiennes (Radio Meilensteine, Radio AREF, Camillo 92,9).

### Source de la traduction
- (de) Cet article est partiellement ou en totalité issu de l’article de Wikipédia en allemand intitulé « Pray 92,9 » (voir la liste des auteurs).